# Anseropoda habracantha
Anseropoda habracantha är en sjöstjärneart som beskrevs av Hubert Lyman Clark 1923. Anseropoda habracantha ingår i släktet Anseropoda och familjen Asterinidae. Inga underarter finns listade i Catalogue of Life.